# Хайтауэр, Донна
Донна Хайтауэр (англ. Donna Hightower; 28 декабря 1926 — 19 августа 2013) — американская певица, исполнительница в стиле R&B, соул, джаз.

## Биография
Родилась в семье крестьян-землевладельцев.
Музыкальную карьеру начала ещё в детстве с исполнения в церкви госпел. Наиболее известна благодаря своим альбомам «Take One!» (1959), «Gee Baby, Ain’t I Good To You» (1959) и «This World Is A Mess» (1972). Начиная с 1960-х Хайтауэр много работала в Европе, в частности в Мадриде и Лондоне, где сотрудничала с Тедом Хитом и Куинси Джонсом. В 1990-х она вернулась в США, где проживала до самой смерти в 2013 году. 
В 2007 году Хайтауэр совершила успешный концертный тур по Испании в ознаменование своего 80-летнего юбилея.
Скончалась в Остине 19 августа 2013 года на 87-м году жизни.